# Зовко, Петар
Петар Зовко (босн. Petar Zovko; род. 25 марта 2002, Мостар, ФБиГ) — боснийский футболист, вратарь клуба «Специя».

## Клубная карьера
Зовко — воспитанник клуба «Широки-Бриег». В 2018 году он присоединился к футбольной академии итальянской «Сампдории». В 2021 году Петар подписал контракт со «Специей». 22 мая 2022 года в матче против «Наполи» он дебютировал в итальянской Серии A.